# New Frankley
New Frankley is een civil parish in het bestuurlijke gebied Birmingham, in het Engelse graafschap West Midlands met 7468 inwoners.